# منارة عدن

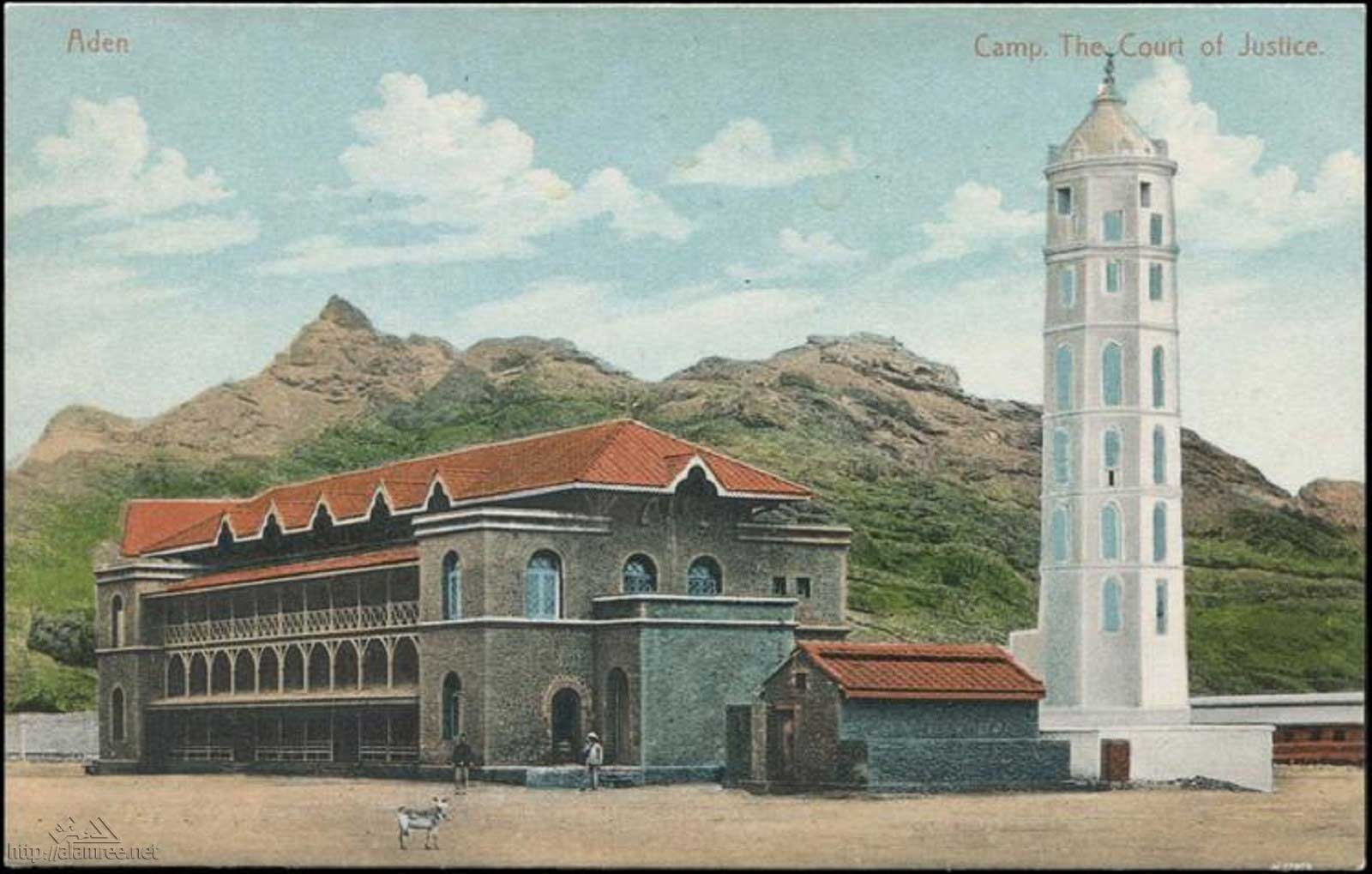
منارة عدن بجانب مبنى بريد عدن.

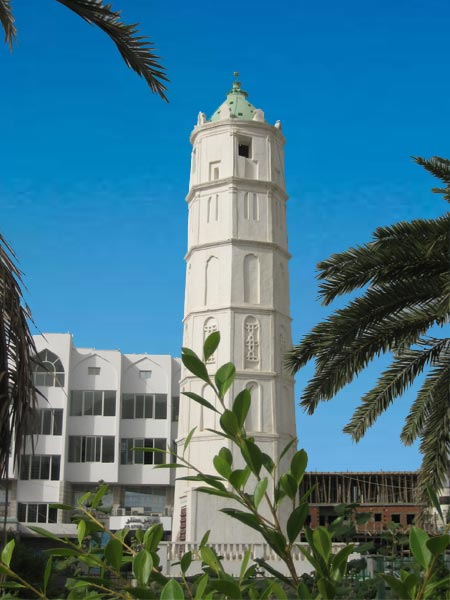
صورة حديثة لمنارة عدن

منارة عدن أحد المعالم التاريخية لكريتر بمدينة عدن، يفيد بعض المؤرخين إلى أن بنائها يعود إلى قبل حوالي 1200 عام، وأنها كانت منارة لمسجد قديم تهدم. وتقوم المنارة على قاعدة مضلعة وتأخد شكلا مخروطياً مثمن الاضلاع، ويقدر طولها كاملا حوالي 21 متر مقسمة على ستة طوابق، ويوجد بها سلم دائري حلزوني يبلغ عدد درجاته 68 درجة.